# Gentiana oligophylla
Gentiana oligophylla är en gentianaväxtart som beskrevs av H. Smith. Gentiana oligophylla ingår i släktet gentianor, och familjen gentianaväxter. Inga underarter finns listade i Catalogue of Life.